# Răm nước
Răm nước hay còn gọi nghể răm, nghể nước, lạt liệu (danh pháp hai phần: Persicaria hydropiper) là một loài thực vật trong họ Rau răm (Polygonaceae). Nó đôi khi cũng được sử dụng làm gia vị do có vị cay.

## Đặc điểm
Cây thân thảo một năm. Thân mọc thẳng, cao 40–70 cm, nhiều cành, không lông, nở rộng ra tại các đốt. Lá có vị tương tự như hồ tiêu; cuống lá 4–8 mm; phiến lá hình mũi mác hay elip-mũi mác, 4-8 × 0,5–25 cm, cả hai mặt không lông, có các điểm mạch hỗ màu nâu, đôi khi có lông nhỏ và cứng ép sát gân giữa, gốc lá hình nêm, mép lá có lông mịn, chỏm lá nhọn; các hoa tự thụ phấn trong chồi, không nở, có mặt tại các nách lá; bẹ chìa hình ống dài 1-1,5 cm, giống như màng mỏng, có lông cứng và nhỏ thưa thớt, cụt đỉnh, có lông rung ngắn. Cụm hoa mọc trên đầu cành hay ở nách lá, dạng bông, rủ xuống, dài 3–8 cm, các lá bắc xanh lục, hình phễu, dài 2–3 mm, mép dạng màng, có lông mịn ngắn thưa thớt, mỗi lá 3-5 hoa. Các cuống nhỏ dài hơn lá bắc. Bao hoa màu xanh lục, trắng hay hồng phía trên, chia 5 (hoặc 4) phần, có điểm mạch hỗ trong suốt màu nâu; lá đài và cánh hoa hình elip, dài 3-3,5 mm. Nhị hoa 6 (ít khi 8), không thò ra. Nhụy 2-3. Quả bế không thò ra, trong bao hoa vĩnh cửu, màu nâu-đen, trong mờ, hình trứng, hai mặt lồi hay mặt cắt tam giác, dài 2–3 mm, có các hõm nhỏ dày dặc. Ra hoa tháng 5-9, kết quả tháng 6-10. Số nhiễm sắc thể 2n = 18-22.

## Phân bổ
Răm nước mọc trong các vùng đất ẩm thấp hay các vùng nước nông; có nguồn gốc ở khu vực ôn đới của Bắc bán cầu như ven bờ sông, suối, các thung lũng ẩm ướt; tới cao độ 3.500 m so với mực nước biển. Khu vực phân bổ: châu Á (Trung Á, Nam Á, Đông Á và Đông Nam Á); Australia, châu Âu, Bắc Mỹ.

## Thành phần hoạt hóa
Cây răm nước có các thành phần hoạt hóa sau: sesquiterpenoit hai vòng, polygodial (tadeonal, một đianđehyt chưa bão hòa) tạo ra vị cay và rutin là nguồn tạo ra vị đắng.
Loài thực vật này cũng chứa tinh dầu (0,5%) bao gồm các monoterpenoit và sesquiterpenoit: α-pinen, β-pinen, 1,4-cineol, fenchon, α-humulen, β-caryophyllen, trans-β-bergamoten. Các axít cacboxylic (cinnamic, valeric và caproic) cùng các este của chúng với sự hiện diện ở dạng dấu vết. Các thành phần hoạt hóa này phụ thuộc nhiều vào các yếu tố di truyền.

## Sử dụng
Theo Bách khoa Toàn thư Việt Nam, có nơi sử dụng răm nước làm thuốc cầm máu, trị băng huyết, chữa giun, nhuận tràng, thông tiểu tiện, chữa rắn cắn, diệt giòi (ruồi nhặng) và bọ gậy (muỗi). 

### Ẩm thực
Tại Nhật Bản lá của loài thực vật này được dùng làm rau, chúng được thu hái từ các giống cây trồng ít cay chứ không phải từ cây mọc hoang dã-là giống cây có vị cay nhiều hơn. Hạt của nó cũng được sử dụng, chẳng hạn trong là một phụ gia của wasabi.

## Hình ảnh

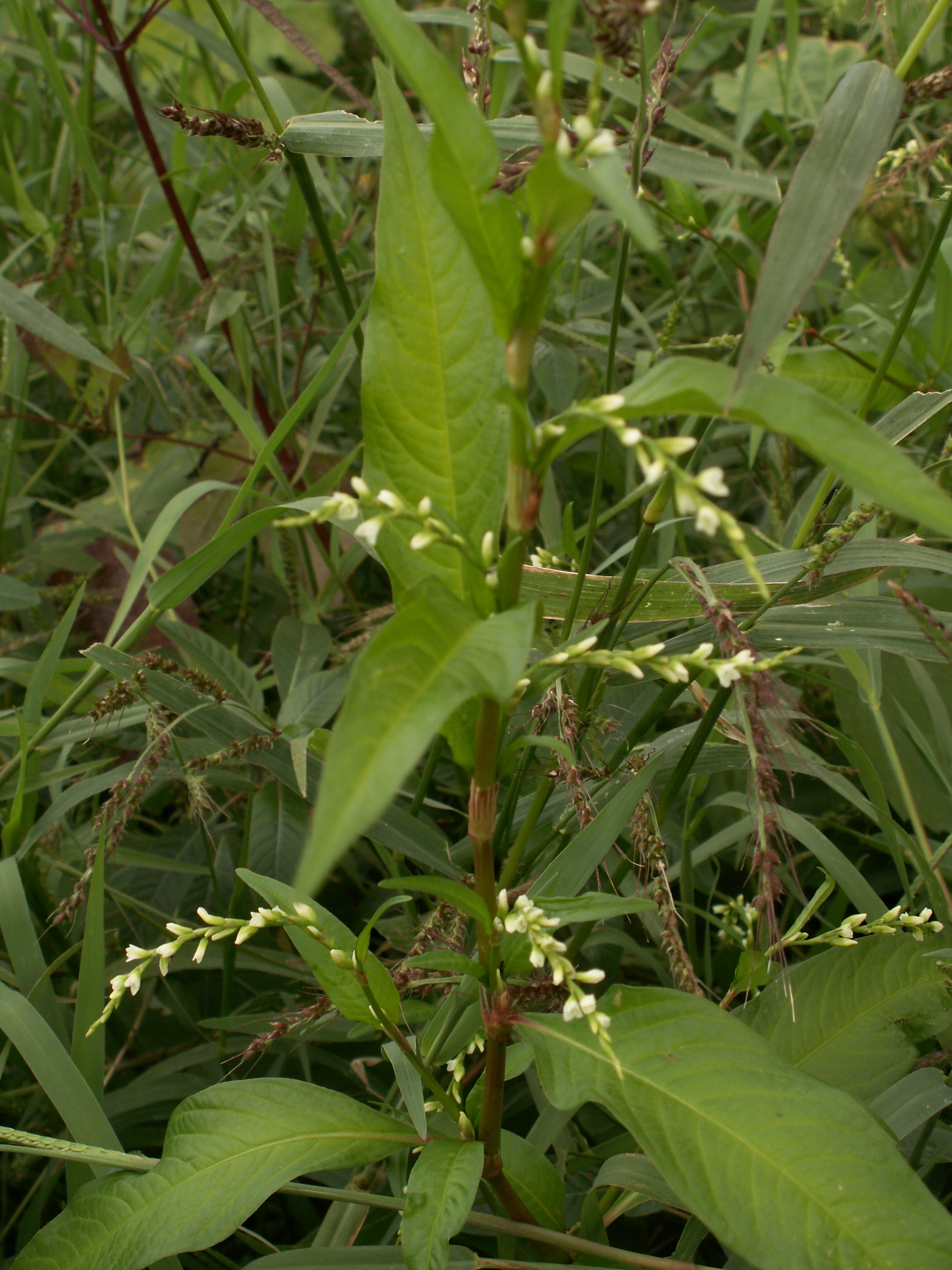
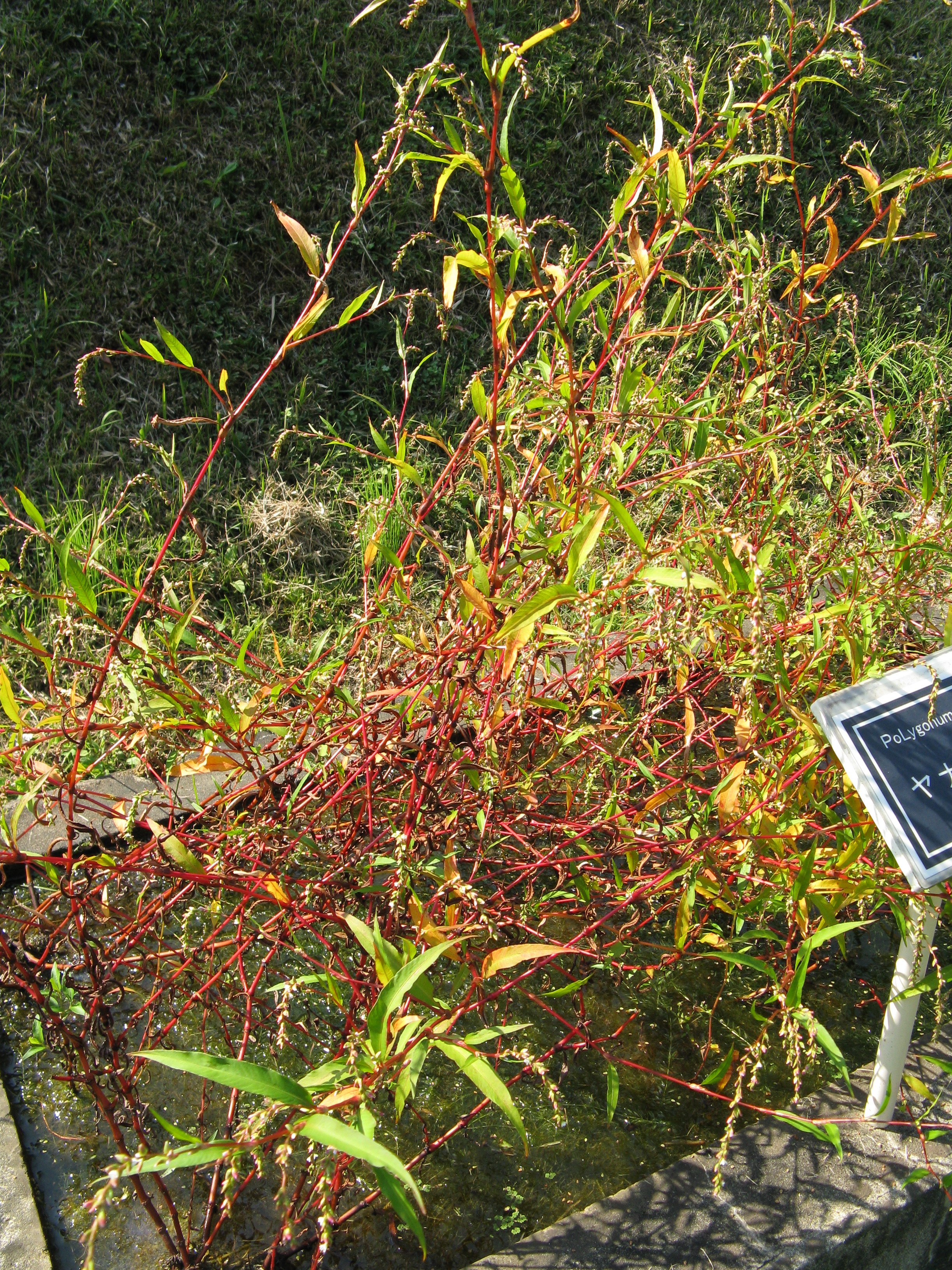
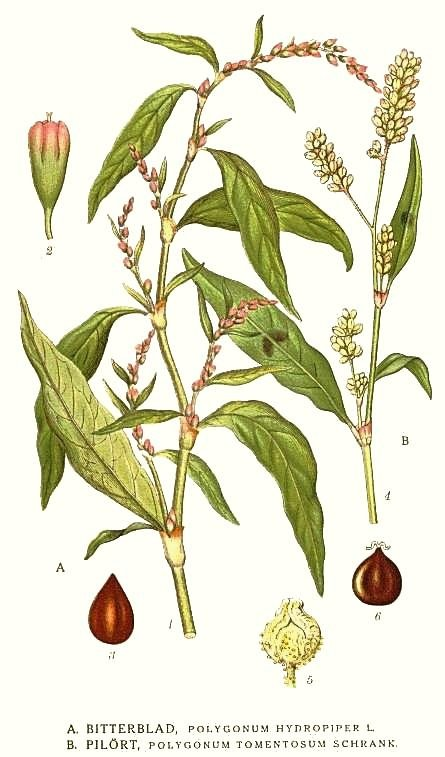
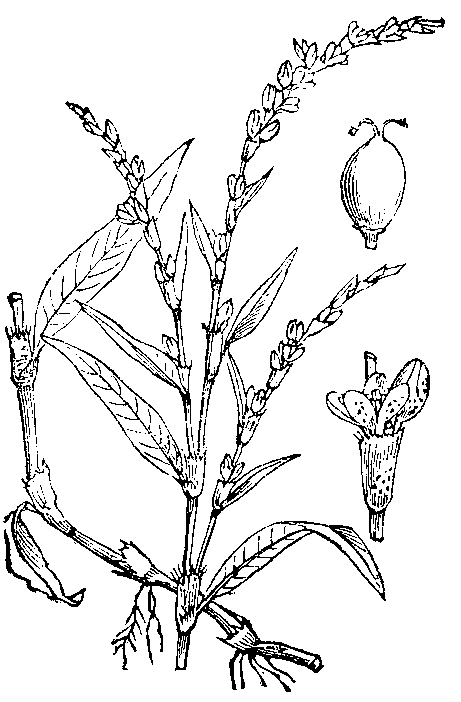